# زمین‌لرزه ۱۹۱۸ روسیه
زمین‌لرزه روسیه  در تاریخ ۷ سپتامبر ۱۹۱۸ میلادی، برابر با ‎۱۵ شهریور ۱۲۹۷، ساعت ۱۷:۱۵:۴۳ به زمان یوتی‌سی در روسیه رخ داد. ژرفای این زلزله ۲۴۲٫۴ کیلومتر بود. بزرگی آن ۷٫۶ در مقیاس mB اعلام شده‌است. زمین‌لرزه به وقت محلی در روز یکشنبه، ساعت ۴ روی داده و منطقه زمانی آن یوتی‌سی +۱۱ بوده‌است (با لحاظ تغییر ساعت تابستانی).
سازمان زمین‌شناسی آمریکا نیز جای این زمین‌لرزه را در مختصات ۴۵°۳۰′شمالی ۱۵۱°۳۰′شرقی / ۴۵٫۵°شمالی ۱۵۱٫۵°شرقی و بزرگی آنرا برابر با ۸٫۲ در مقیاس ریشتر اعلام کرده‌است. ژرفای گزارش شده از سوی این سازمان ۲۵ کیلومتر می‌باشد.
تعداد زخمیان ۷ نفر برآورده شده‌است.سونامی نیز در این زلزله گزارش شده‌است.